# Microtus irani
Microtus irani — вид мишоподібних ссавців з родини хом'якових.

## Середовище проживання
Вид проживає на заході Ірану, на півдні та сході Туреччини, на північному заході Сирії, у Грузії й Вірменії. Вид займає пасовища, що межують з культурними фермами, виноградними садами та передгір'ями на висотах від 1100 м до понад 2000 м над рівнем моря.

## Загрози й охорона
У регіоні зростає посушливість. Це спричиняє фрагментацію місць існування виду. Оскільки вид відомий принаймні з одного заповідного національного парку, все ще є надія врятувати популяції від вимирання, однак необхідні подальші дослідження щодо його екології, чисельності популяції та загроз для виду в регіоні.

## Підвиди
Визначено 3 підвиди:
- M. i. irani — з пд.-зх. Ірану
- M. i. karamani — з пд. Туреччини, пн.-зх. Сирії, Лівану й зх. Ірану
- M. i. schidlovskii — з сх. Туреччини, Грузії, Вірменії, пн.-зх. Ірану